# 母親

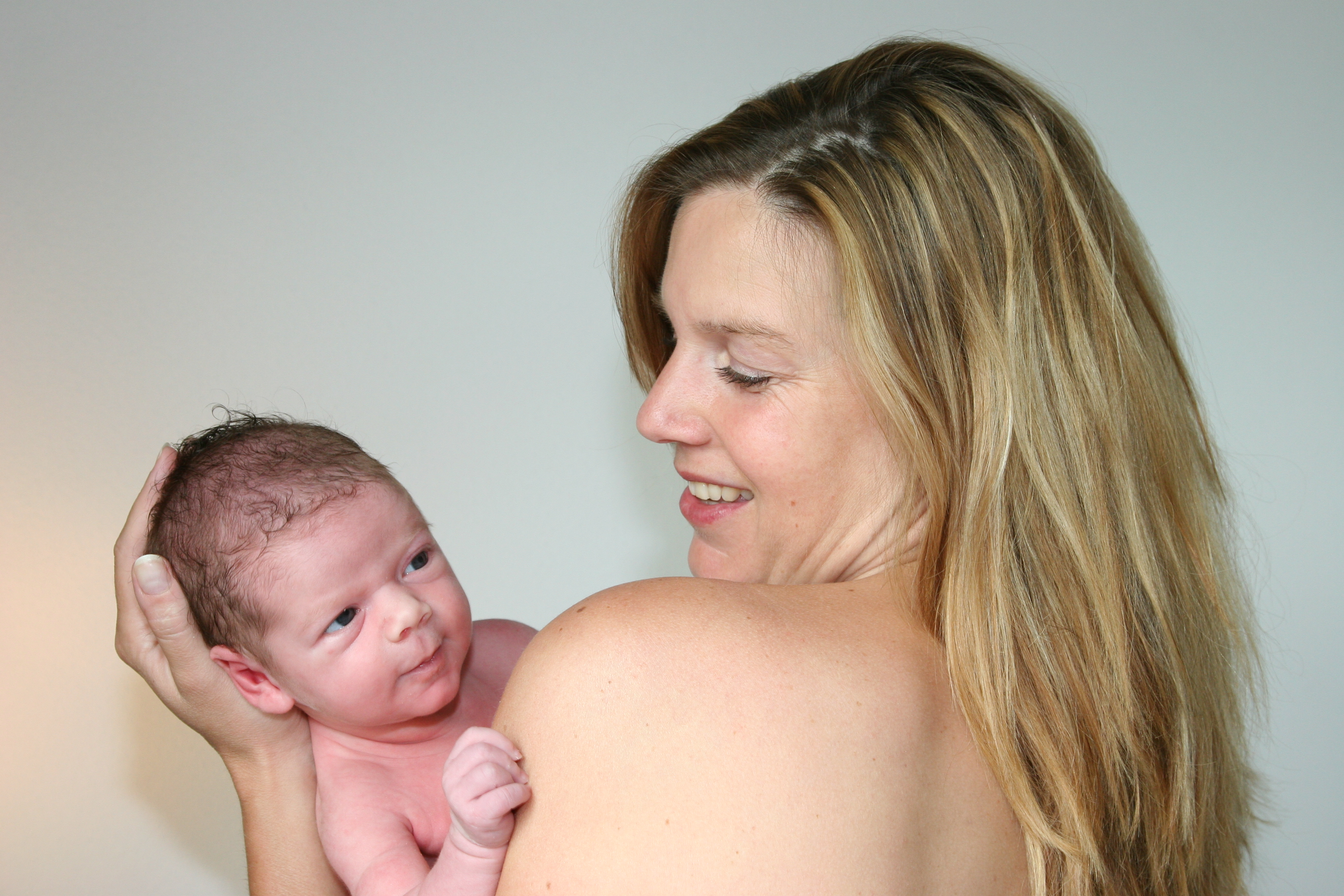
母性の喜び

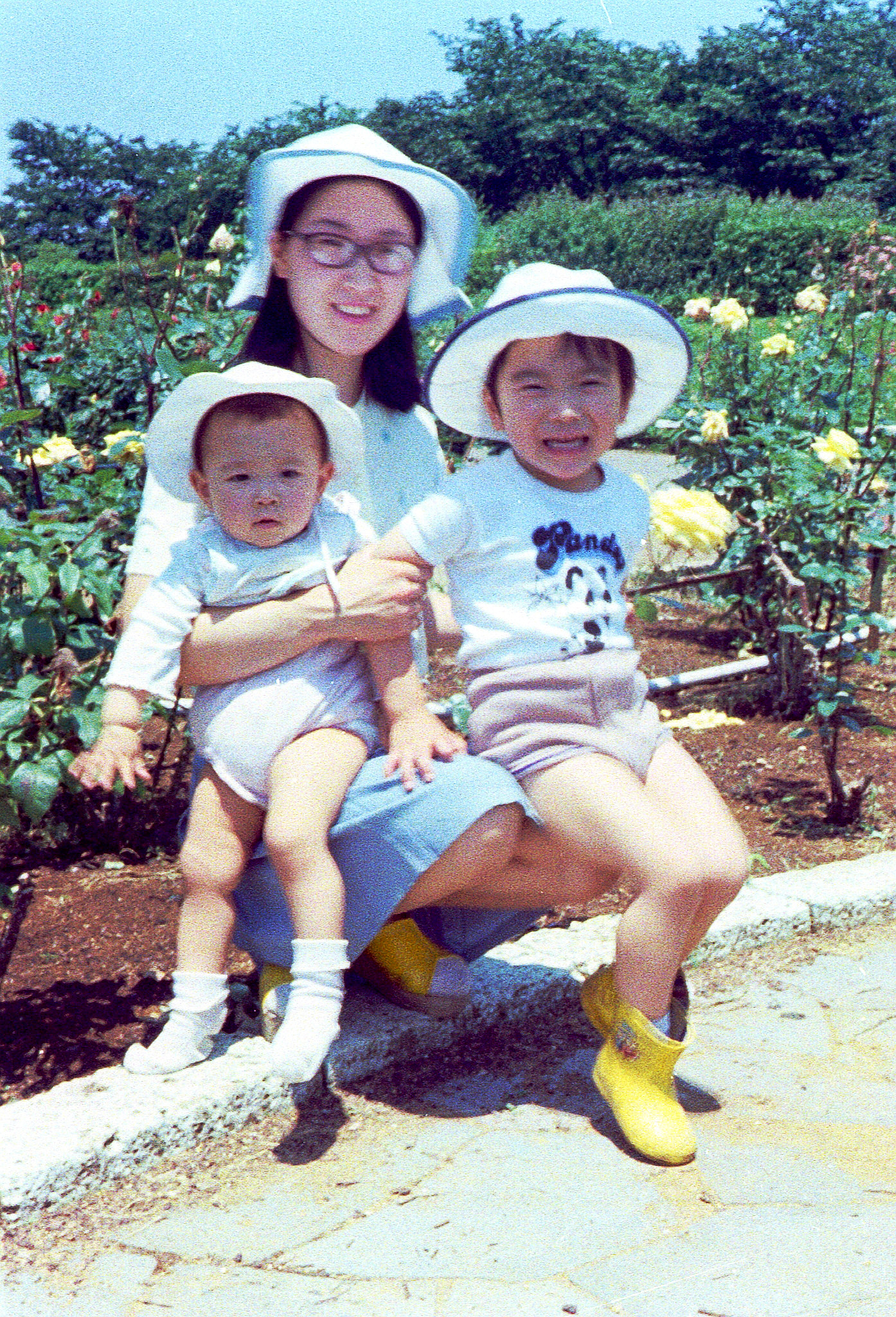
母と子供たち（日本人）

核家族での母親

母親（ははおや）とは、女親のことである。対語は父親。
お母さんと一般には言い、親しみをこめて「かあさん」・「かあちゃん」・「お袋」（おふくろ）「おかん」などと呼ばれる場合もある。
お母さんという呼称を使う場面は、
1. 子が母親に呼びかけるとき
2. 母親が子に対して自分のことを指して言うとき
3. 夫が妻を言うときに子の母親として言うとき
4. 会話で他人の母親に言及する場合。「～のお母さん」

にも用いられる。2, 3の場合は、話者が子の立場に自らを擬して言うという特徴がある。4の場合はおば（いとこのお母さん）やいとこおば（はとこのお母さん）など傍系尊属にあたる女性を指す場合もある。
幼児語で母親のことを「ママ（またはマザー、マミー）」ということがあり、「ママ」の語は別項目で述べるように母親のイメージから発展して意味が多様化していくことになる。
血縁関係上の母親は「実母」・「生母」、養子縁組による母親は「養母」、母親が死別または離婚し父親が再婚したが、母親と養子縁組をしていない場合は「継母」（ままはは）と称される。

## 比喩としての「母」
何らかの事業（他国からの独立、宗教活動、重要な発明など）の創始や発展に重要な役割を果たした女性もしくは無生物を母になぞらえ「～の母」（または聖母等）と呼ぶことがある。

また、その地域においてなやみごとの相談相手になって一種のカリスマ的存在になった占い師などを「～の母」と呼ぶことがある。寮などで寮生の食事や生活全般の世話を任された女性を「寮母」と呼ぶ。
王妃や皇后のことを「国母」と呼ぶことがある。
自然を母と擬人化した「母なる自然」という言葉もある。
なお、「母」という漢字は象形文字である「女」に2つの点を加えたものである。この点について乳首を象ったものと解釈されることがあるが、これは誤った分析であり、実際には「女」の文字と区別するための無意味な筆画に過ぎない。

## 母性行動に関連するホルモン
女性ホルモンと呼ばれる性ホルモンにはいくつか種類がある。
プロラクチン
プロラクチンは主に脳下垂体で産生、分泌されるペプチドホルモンであり、乳腺発育の促進、母性行動誘導がさまざまな動物種で確認されている。哺乳類にはプロラクチン受容体が存在し、乳腺等におけるプロラクチンの情報伝達を介している。ラット脳においては妊娠後期からプロラクチン受容体の発現量が増加し、以後、授乳期間中は高レベルに維持される。授乳中に乳仔を離してしまうと発現レベルは速やかに低下し、乳仔を戻すと再び発現量が増加する。このように脳におけるプロラクチン受容体の発現は母性行動と密接に関連している。
プロラクチンは女性特有のホルモンではなく男性にも分泌され、作用には男女差がある。成人男性の基準値は3.6 ～ 16.3ng/ml・成人女性の基準値は4.1 ～ 28.9ng/mlである。男性で基準値を超えると性欲の減退、インポテンスなどの性機能障害、無または乏精子症等が検査対象となる。一方、女性は、妊娠・産褥期以外の時期に何らかの原因により高プロラクチン血症が発生すると、乳汁漏出とともに排卵が障害され、無月経や不妊が招来される。
オキシトシン
乳児が乳首を吸う刺激によって母親から分泌されるオキシトシンというホルモンは、母親自身に幸福感や恍惚感を与えるため、愛情ホルモンとも呼ばれている。

## 母性看護学上の母親
看護学には「母性看護学」という分野がある。母性看護学上の母性とは、「次世代を産み育てる」という女性に備わった生理的・身体的機能の特徴のことを指し、生物学的特性だけでなく、女性が成長していく過程で形成されていく精神的、あるいは社会的特性もその概念に含んでいる。こうした母性に係る女性の健康事象の全体を対象とするのが母性看護学で、女性の各年代における母性の特性をとらえ、母性としての機能が健全に発揮できるよう、女性の一生を通じてはたらきかける看護を、実践し、研究している。

## 心理学上の母親

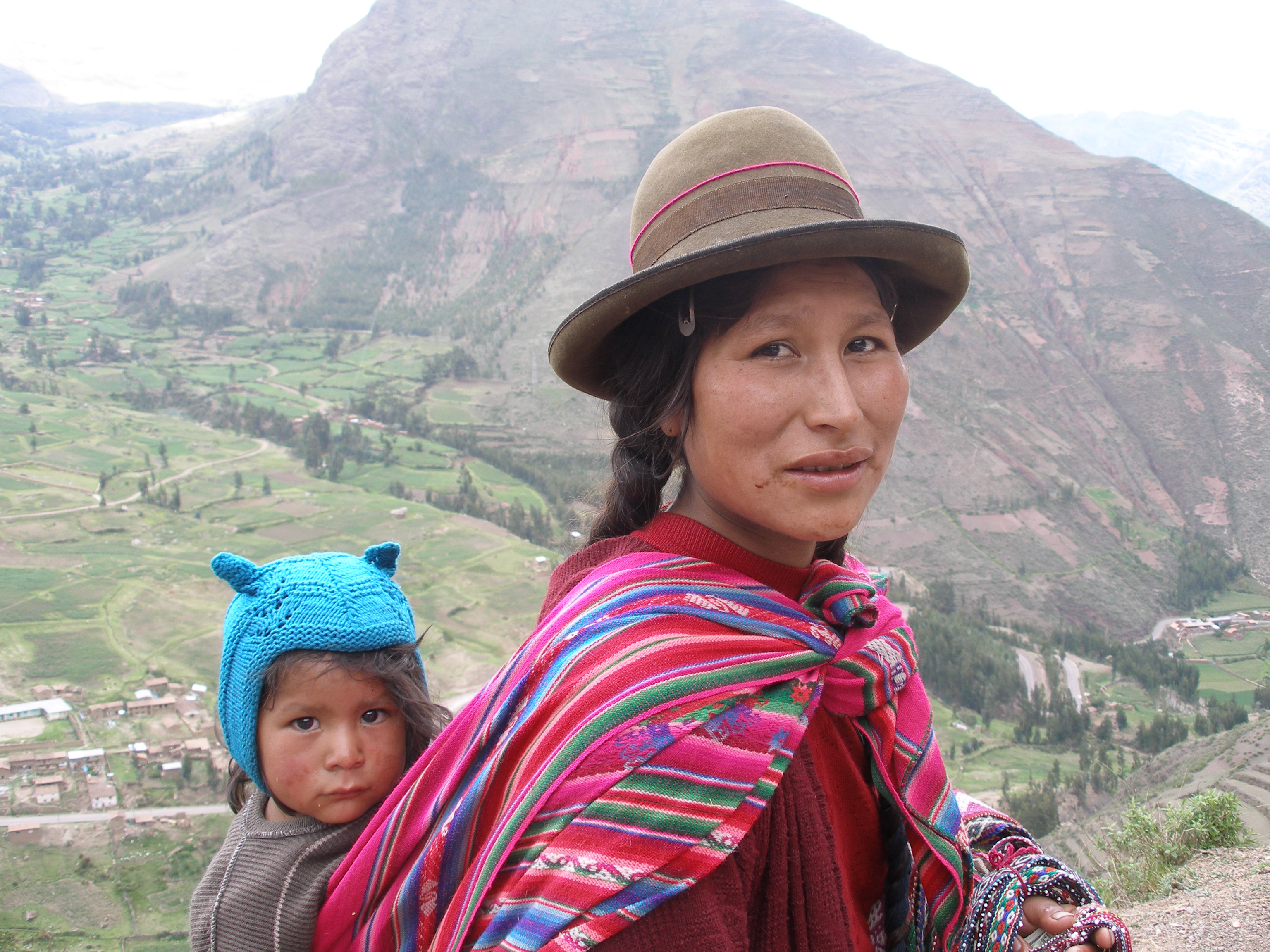
シエラのケチュア系ペルー母親の親子。

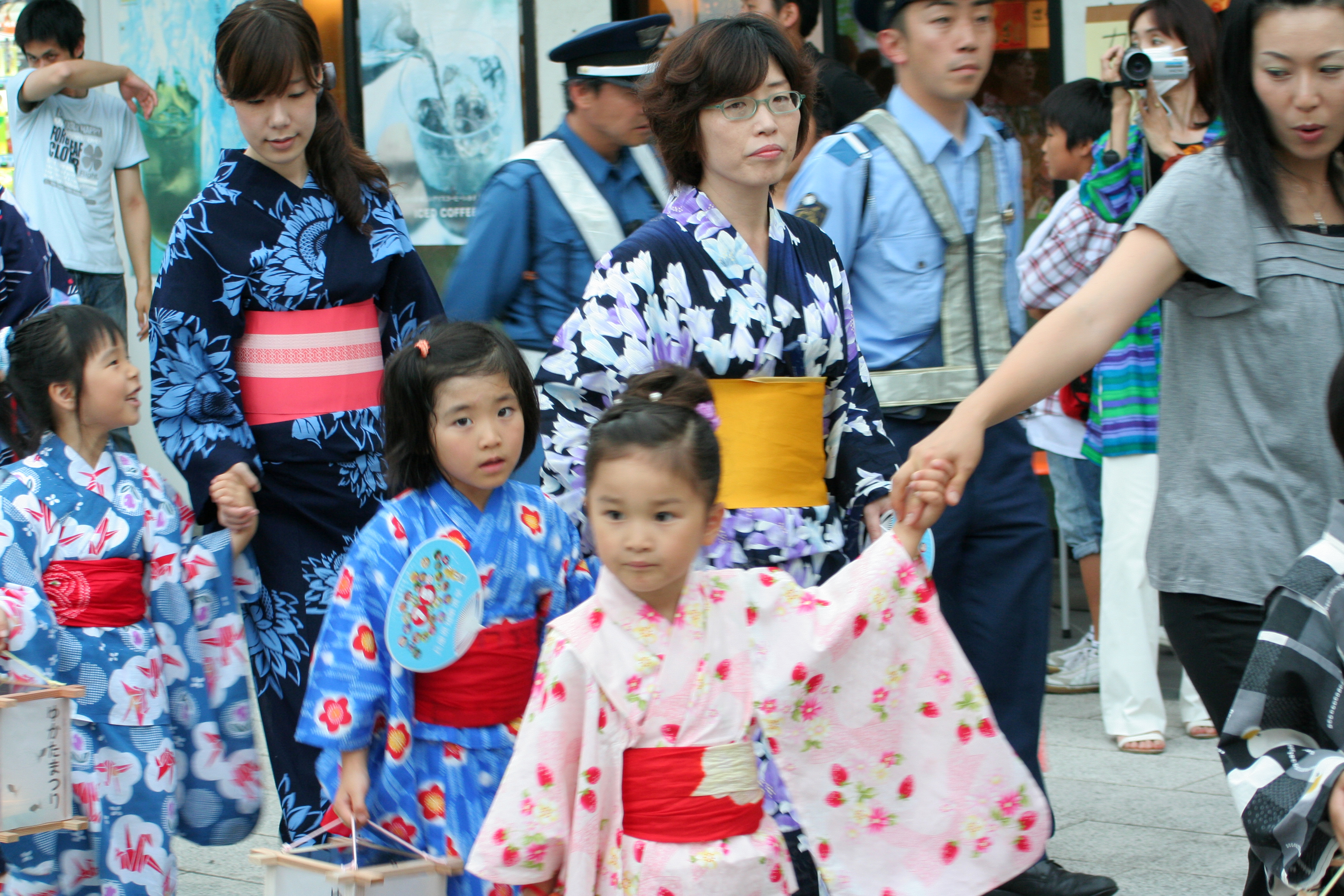
母親に手をひいてもらいつつお祭りを楽しむ子供たち。（日本・2009年）

心理学者の河合隼雄は子育てにおける伝統的な父母の役割の違いを、それぞれを父性的、母性的と呼び、父性は善と悪を区別して指導する傾向、母性は善悪の分け隔てなくすべてを包み込む傾向のことと説明している。なお、これは、父親が父性のみを、母親が母性のみを有しているというものではなく、たとえば母親が激しく子を叱るときに父親が子を擁護する側に回るというような場合がよくあるが、この時、一時的に父親が母性的な役割を果たしているとみなすことができるとしている。

## 「働く女性」にとっての母親
「女性 ＝ 母性」ととらえ、経営者としての女性から「母性」を「万人に降り注ぐ愛の力」だと積極的に認識することで仕事に活かそうという経営思想がある。男女の性差を、むしろ自然から与えられた素晴らしいものと考えることで、かえって社会で女性（＝母性）の力を発揮できる、ということである。また家庭においては女性が自ら「子育ては100パーセント母親の責任」と考えることで、かえって父親のサポートの一つ一つを心から感謝することが出来、その結果として、結局「半分・半分の育児」を口で主張するよりも多くの父親のサポートを得られ、子供からの尊敬も受けられる、ということである。母性の重視は「働く女性」を否定するものでないのと同時に、また「働く女性」を家庭の家事や育児に専念する専業主婦よりも価値を高いと考えるものでもないのである。

## 母性の個人差
近年、少子化の影響もあり「女性は自らの生物学的『性』をもっと大切にせよ」というメッセージを積極的に発する著作も見られる。一方、医学・動物学の観点からも、母性には他の本能と同様に個人差があり、普遍的な母性の強調は、「『身体が発する声』に耳を傾けようと試みても、そんな声などいっこうに聞こえてこないという授乳経験の無いタイプの女性」や「妊娠・出産がさまざまな要因でかなわない女性」たちへの配慮に欠けるとする意見もある。
母性は、狭義には女性が持つ妊娠出産と授乳に関する能力を指すが、広義には妊娠出産と授乳に由来する子育て能力を指し、曖昧な概念である
。また、母性（または父性）に変わり統一的な「親性」という単語を提唱する意見がある
。

## 社会学上の議論
児童中心主義を唱えたスウェーデンの教育学者エレン・ケイに影響を受けた戦前世代のフェミニストの代表格である平塚らいてう、山田わからは母性を重視し、国家による保護を主張。これに対し与謝野晶子は反発、母性保護論争が起こる。
1979年に採択され日本も1985年に批准した女子に対するあらゆる形態の差別の撤廃に関する条約は、「母性の保護」は差別とみなされず、かつ妊娠又は母性休暇を理由とする解雇を制裁を科して禁止することを明記している。
母性には、字義どおりの意味のほかに、社会の中での女性の位置づけ（ジェンダー）や役割（ジェンダーロール）と密接に関連して、多岐にわたる文化的側面が付随する。例えば、三歳児神話などが根強く信じられており、働く女性に影響を与えている。子連れ出勤の是非が争われたアグネス論争がある。
なお、アメリカやヨーロッパにおける母性観と、日本・その他の国における母性観の文化的・歴史的な差異もあるので、一概に「母性」をひとくくりにして議論するのは極端な結果を招く恐れがあり、医学的・客観的な事実に基づいた議論を進めるために、医学と連携した研究の必要性が高まっているとしている。

## 母親のモチーフの作品
- タイトルに「母親」を含むページの一覧
- Mother (和田アキ子の曲)
- マザー (ジョン・レノンの曲)
- マザー・イン・シャドウ
- マザー・ラヴ
- 母に捧げるバラード
- 岸壁の母
- おふくろの子守唄
- おふくろさん
- おかあさん (森昌子の曲)
- 秋桜 (山口百恵の曲)
- かあさんの歌
- 母をたずねて三千里
- 凧になったお母さん
- お母さん、ぼくが生まれてごめんなさい
- 肝っ玉かあさん
- 母 (三浦綾子の小説)
- 母 (1926年の映画)
- いすゞ お父さん・お母さんへの手紙
- ウルトラの母
- ママン
  - オカンアート　お母さんの作品

### 医学
- 前原澄子著『母性〈1〉妊婦・産婦』中央法規出版、2000年9月 ISBN 4805819677
- 前原澄子著『母性〈2〉褥婦・新生児・婦人科疾患』中央法規出版、2000年9月 ISBN 4805819685
- 看護国試編集委員会『母性看護』TECOM、2004年11月  ISBN 4872116534
- キャサリン・エリソン著『なぜ女は出産すると賢くなるのか 女脳と母性の科学』ｿﾌﾄﾊﾞﾝｸｸﾘｴｲﾃｨﾌﾞ、2005年7月 ISBN 4797331240

### 社会学
- 林道義著『母性崩壊』PHP研究所、1999年12月 ISBN 4569608817
- 林道義著『母性の復権』（『中公新書』）中央公論新社、1999年10月 ISBN 4121014979
  - 文献あり
- 青木やよひ編『母性とは何か:新しい知と科学の視点から』金子書房、1986年10月 ISBN 4760832076
  - 対談者:河合隼雄ほか、参考文献:p242～249
- 井上輝子ほか編『母性』（『日本のフェミニズム』5）岩波書店、1995年3月 ISBN 4000039059
- ヴィレーヌ,A・M・ド（Anne Marie de Vilaine）ほか編、中嶋公子ほか訳『フェミニズムから見た母性』勁草書房、1995年10月 ISBN 4326601035
  - 原タイトル: Maternite en mouvement、巻末に参考文献
- 大日向雅美著『母性愛神話とのたたかい』草土文化、2002年7月 ISBN 4794508492
- 大日向雅美著『母性愛神話の罠』日本評論社、2000年4月 ISBN 4535561567
- 大日向雅美著『メディアにひそむ母性愛神話』草土文化、2003年5月 ISBN 4794508700
- 加藤秀一〔ほか〕編『フェミニズム・コレクション. 2』勁草書房、1993年11月
  - 各巻タイトル: 性・身体・母性 ISBN 4326698179
- 加納実紀代（編）『ニュー・フェミニズム・レビュー vol.6』学陽書房、1995年4月、ISBN 431384046X
  - 各巻タイトル: 母性ファシズム　母なる自然の誘惑
- 河合隼雄著『母性社会日本の病理』（『講談社+α文庫』）、講談社、1997年9月 ISBN 4062562197
- 河合隼雄著『母性社会日本の病理』（『中公叢書』）、中央公論社、1976年 ISBN 4120006603
- グループ・母性解読講座編『母性を解読する:つくられた神話を超えて』（『有斐閣選書』）、有斐閣 ISBN 4641181667
  - 参考文献:p263 ～ 264
- 高良留美子著『家族・3人著作集. 3』亜紀書房、1985年11月
  - 母性の解放 / 高良留美子著
- 田間泰子著『母性愛という制度:子殺しと中絶のポリティクス』勁草書房、2001年8月 ISBN 4326652578
  - 文献あり
- バダンテール,エリザベート（Elisabeth Badinter）著、鈴木晶訳『プラス・ラブ:母性本能という神話の終焉』サンリオ、1981年12月
  - 原タイトル: L'amour en plus
- バダンテール,E（Elisabeth Badinter）著、鈴木晶訳『母性という神話』（『筑摩叢書』351）、筑摩書房、1991年5月 ISBN 4480013512
  - 『プラス・ラブ』（サンリオ1981年刊）の改題、原タイトル: L'amour en plus
- バダンテール,エリザベート（Elisabeth Badinter）著『母性という神話』（『ちくま学芸文庫』）、筑摩書房 ISBN 448008410X
  - 原タイトル: L'amour en plus
- 繁多進、大日向雅美編『母性:こころ・からだ・社会』新曜社、1988年12月 ISBN 4788503204
- 姫岡とし子著『近代ドイツの母性主義フェミニズム』勁草書房、1993年1月、ISBN 4326600845
- 舩橋恵子、堤マサエ著『母性の社会学』（『女性社会学者による新社会学叢書』2）、サイエンス社、1992年3月 ISBN 4781906486
- ロスマン,バーバラ・K（Barbara Katz Rothman）著、広瀬洋子訳『母性をつくりなおす』勁草書房、1991年1月 ISBN 4326601043
  - 原タイトル: Recreating motherhood、巻末に文献
- 矢木公子著『イデオロギーとしての母性』（『城西大学学術研究叢書』9）、城西大学女子短期大学部、1991年6月

### その他
- 姚孝遂 (1989-06). “再論古漢字的性質”. 古文字研究 (中華書局) 17:  309–325.
- 陳剣 (2020-06). “釈金文“毒”字”. 中国文字 (万巻楼) 3:  195–222.